# Xã Pittsburg, Quận Mitchell, Kansas
Xã Pittsburg (tiếng Anh: Pittsburg Township) là một xã thuộc quận Mitchell, tiểu bang Kansas, Hoa Kỳ. Năm 2010, dân số của xã này là 298 người.